# ريتشارد د. تيتوس
ريتشارد د. تيتوس (بالإنجليزية: Richard D. Titus)‏ هو منتج أفلام وشخصية أعمال أمريكي، ولد في 23 مارس 1968 في آناهايم في الولايات المتحدة.

## وصلات خارجية
- ريتشارد د. تيتوس على موقع IMDb (الإنجليزية)
- ريتشارد د. تيتوس على موقع ميوزك برينز (الإنجليزية)